# Zerynthia
Genre
Le genre Zerynthia regroupe des lépidoptères appartenant à la famille des Papilionidae et à la sous-famille des Parnassiinae.

## Systématique
Le genre Zerynthia a été décrit par l'entomologiste allemand Ferdinand Ochsenheimer, en 1816. En Lieu et place de Parnalius Rafinesque, 1815 lui-même remplaçant Thais de Fabricius 1807.

### Synonymie
- Thais, Fabricius, 1807
- Parnalius, Rafinesque, 1815
- Eugraphis, Billberg, 1820 [4]
- Zerinthia Sodoffsky, 1837[5]

### Taxinomie
Liste des espèces
Pour certains le genre Zerynthia comporte trois espèces et des sous-espèces :
- Zerynthia polyxena (Denis et Schiffermüller, 1775) — Diane; Espèce type pour le genre
  - Zerynthia polyxena albanica (Riemel, 1927) en Albanie.
  - Zerynthia polyxena bosniensis (Eisner, 1974) en Bosnie.
  - Zerynthia polyxena bryki (Eisner, 1954)
  - Zerynthia polyxena carmenae (Sabariego et Martinez, 1991) en Bulgarie.
  - Zerynthia polyxena cassandra-clara (Verity, 1947) en Croatie.
  - Zerynthia polyxena caucasiae (Nardelli & Hirschfeld, 2002) dans le nord-ouest du Caucase.
  - Zerynthia polyxena decastroi (Sala et Bollino, 1992) en Italie.
  - Zerynthia polyxena deminuta (Verity, 1947)  dans le sud de la France.
  - Zerynthia polyxena demnosia (Freyer, 1833) en Yougoslavie.
  - Zerynthia polyxena gracilis (Schultz, 1908) en Turquie
  - Zerynthia polyxena idaensis (Eisner, 1974) en Crête
  - Zerynthia polyxena macedonia (Eisner, 1974) en Macédoine.
  - Zerynthia polyxena microcreusa (Verity, 1947) dans le sud de la France.
  - Zerynthia polyxena nigra (Sijaric, 1989) en Bosnie.
  - Zerynthia polyxena padana (Rocci, 1929) en Italie.
  - Zerynthia polyxena petri (Bryk, 1932) en Grèce.
  - Zerynthia polyxena polymnia (Millière, 1880
  - Zerynthia polyxena sontae (Sijaric, 1989) en Serbie.
  - Zerynthia polyxena taygetana (Rosen, 1929) en Grèce[6].
  - Zerynthia polyxena cassandra (Geyer, 1828) pour certains Zerynthia cassandra en Italie.
    - Zerynthia cassandra aemiliae (Rocci, 1929) en Italie.
    - Zerynthia cassandra latevittata (Verity, 1919) en Sicile
    - Zerynthia cassandra latiaris (Stichel, 1907) en Italie.
    - Zerynthia cassandra linnea (Bryk, 1932) en Elba, Italie.
    - Zerynthia cassandra michaelis (Nardelli, 1993) en Italie.
    - Zerynthia cassandra nemorensis (Verity, 1919) en Italie.
    - Zerynthia cassandra patrizii (Nardelli, 1993) en Italie.
    - Zerynthia polyxena reverdinii (Fruhstorfer, 1908) en Italie.
    - Zerynthia polyxena silana (Storace, 1962) en Italie.
- Zerynthia rumina (Linnaeus, 1758) – Proserpine. 
  - Zerynthia rumina rumina
  - Zerynthia rumina africana
  - Zerynthia rumina cantabricae
  - Zerynthia rumina cassiliana
  - Zerynthia rumina castalinia
  - Zerynthia rumina medesicaste
  - Zerynthia rumina tarrieri [7]

Autre classification de Zerynthia rumina
- Zerynthia rumina rumina en Europe
- Zerynthia rumina africa (Stichel, 1907) en Afrique du Nord.
  - Zerynthia rumina africa f. derubescens
  - Zerynthia rumina africa f. semitristis
- Zerynthia rumina tarrieri
  - Zerynthia rumina tarrieri f. canteneri
  - Zerynthia rumina tarrieri f. paucipunctata[6].

Pour d'autres le genre Zerynthia comportait  huit espèces, mais certaines sont maintenant placées dans le genre Allancastria:
- Zerynthia polyxena (Denis et Schiffermüller, 1775) — Diane
- Zerynthia cassandra
- Zerynthia rumina (Linnaeus, 1758) – Proserpine.
- Zerynthia caucasica ou Allancastria caucasica
- Zerynthia cerisy ou Allancastria cerisyi
- Zerynthia cretica ou Allancastria cretica
- Zerynthia deyrollei ou Allancastria deyrollei
- Zerynthia louristana pourrait être synonyme d' Archon bostanchii